# Karl De Karske
Karl De Karske (auch Karl DeKarske, * 3. März 1915; † 7. Februar 2010) war ein US-amerikanischer Jazz- und Studiomusiker (Bassposaune, Posaune).

## Leben und Wirken
De Karske spielte ab den 1940er Jahren in den Bigbands von Tommy Dorsey (1945), Charlie Barnet und Stan Kenton. 1945 spielte er kurz mit dem Duke Ellington Orchestra, 1951 bei Frankie Carle. Ab Mitte der 1950er Jahre arbeitete er vorwiegend bei Henry Mancini, wo er mit Dick Nash, Jimmy Priddy und John Halliburton zum Posaunensatz gehörte (The Blues and the Beat 1960), außerdem bei Pete Candoli (1958) und bei Woody Herman and His Orchestra (um 1960). In den späten 1950er  und in den 1960er Jahren wirkte er auch bei zahlreichen Film-Soundtracks mit, etwa zum Orson-Welles-Film Im Zeichen des Bösen und der Blake-Edwards-Filme Frühstück bei Tiffany (1961), Experiment in Terror und der Fernsehserie Mr. Lucky. Im Bereich des Jazz war er zwischen 1945 und 1966 an 43 Aufnahmesessions beteiligt, u. a. auch mit Billy Bean/John Pisano, Nat King Cole, Ziggy Elman und Ella Fitzgerald und Charlie Shavers.